# Cruzilles-lès-Mépillat
Cruzilles-lès-Mépillat est une commune française, située dans le département de l'Ain en région Auvergne-Rhône-Alpes.
La commune de 951 habitants en 2022, appartenant au canton de Vonnas, résulte de la fusion en 1865 des communes de Cruzilles et Mépillat. Aujourd'hui, toutes les infrastructures sont regroupées dans le bourg de Cruzilles.
Les habitants de la commune sont appelés les Cruzillards et les Cruzillardes.

## Géographie

### Localisation

Cruzilles-lès-Mépillat dans l'Ain et le canton de Vonnas.

Cruzilles-lès-Mépillat est située dans la région naturelle de la Bresse près de la région de la Dombes. Localisée près de la frontière entre l'Ain et la Saône-et-Loire, la commune se trouve au sud du canton de Vonnas, dans l'arrondissement de Bourg-en-Bresse du département de l'Ain.
Elle se situe à 14 km à au sud-est de Mâcon, à 32 km à l'ouest de Bourg-en-Bresse, à 63 km au nord de Lyon et à 409 km au sud de Paris.
La population n'est pas concentrée en un seul lieu mais dispersée dans plusieurs hameaux dont Cruzilles, Mépillat, Lagnat, Boissey, les Marguins, Foz et Gallian.

### Communes limitrophes

Carte du territoire.

### Points extrêmes
- Nord : Fieuzerin, 46° 14′ 46″ N, 4° 52′ 18″ E
- Est : La Bertilière, 46° 13′ 55″ N, 4° 53′ 59″ E
- Sud : Taille-Fer, 46° 12′ 02″ N, 4° 52′ 29″ E
- Ouest : Le Commissaire, 46° 12′ 46″ N, 4° 51′ 09″ E

### Hydrographie
Deux cours d'eau traversent Cruzilles. En premier lieu, l'Avanon, qui se jette dans la Saône, forme une frontière avec Garnerans et Illiat. Au nord de la commune, le ruisseau Guiron y prend sa source avant de continuer son cours à Grièges, commune où le ruisseau se jette dans la Petite Veyle.

### Climat
Pour des articles plus généraux, voir Climat d'Auvergne-Rhône-Alpes et Climat de l'Ain.
En 2010, le climat de la commune est de type climat océanique dégradé des plaines du Centre et du Nord, selon une étude du CNRS s'appuyant sur une série de données couvrant la période 1971-2000. En 2020, Météo-France publie une typologie des climats de la France métropolitaine dans laquelle la commune est dans une zone de transition entre le climat semi-continental et le climat de montagne et est dans la région climatique Bourgogne, vallée de la Saône, caractérisée par un bon ensoleillement (1 900 h/an), un été chaud (18,5 °C), un air sec au printemps et en été et des vents faibles.
Pour la période 1971-2000, la température annuelle moyenne est de 12,1 °C, avec une amplitude thermique annuelle de 18,4 °C. Le cumul annuel moyen de précipitations est de 914 mm, avec 9,9 jours de précipitations en janvier et 7,3 jours en juillet. Pour la période 1991-2020, la température moyenne annuelle observée sur la station météorologique de Météo-France la plus proche, « Mâcon », sur la commune de Charnay-lès-Mâcon à 12 km à vol d'oiseau, est de 12,3 °C et le cumul annuel moyen de précipitations est de 833,7 mm,. Pour l'avenir, les paramètres climatiques de la commune estimés pour 2050 selon différents scénarios d'émission de gaz à effet de serre sont consultables sur un site dédié publié par Météo-France en novembre 2022.

### Voies de communication et transports

Axes de communication.

#### Réseau routier
- La route départementale D  66 traverse le village du nord au sud et l'est du bourg en passant devant l'église. Elle relie Illiat qui est au sud à Laiz et Pont-de-Veyle qui sont au nord.
- La route départementale D 96 traverse la commune d'est en ouest et traverse le bourg. Par l'ouest, elle permet de rejoindre Cormoranche-sur-Saône et la route départementale  D 933 qui relie Pont-de-Veyle à Thoissey. En prenant la voie par l'est, on peut rejoindre Saint-André-d'Huiriat et la route départementale D 2 qui relie Pont-de-Veyle à Châtillon-sur-Chalaronne.
- La route départementale D 96a débute vers la place des Anciens-Combattants au centre du village puis part vers l'ouest pour rejoindre Mépillat, le village voisin de Bey ainsi que Garnerans.

Aucune autoroute ne traverse la commune bien qu'il en existe trois à proximité.
- L'autoroute A40 (Mâcon - Genève), portion de la route Centre-Europe Atlantique Bordeaux/Nantes - Annemasse, est un axe de communication permet de rejoindre la préfecture de l'Ain ainsi que les villes du Bugey.
- L'autoroute A6 est une autoroute passant à moins de 7 kilomètres du bourg reliant Paris à Lyon. Elle est accessible depuis la gare de péage de Mâcon-Sud.
- L'autoroute A406 est une autoroute reliant l'A40 et l'A6. Elle permet aux automobilistes de la commune de gagner du temps pour rejoindre l'A40 en empruntant la gare de péage de Crottet.

#### Voies ferroviaires

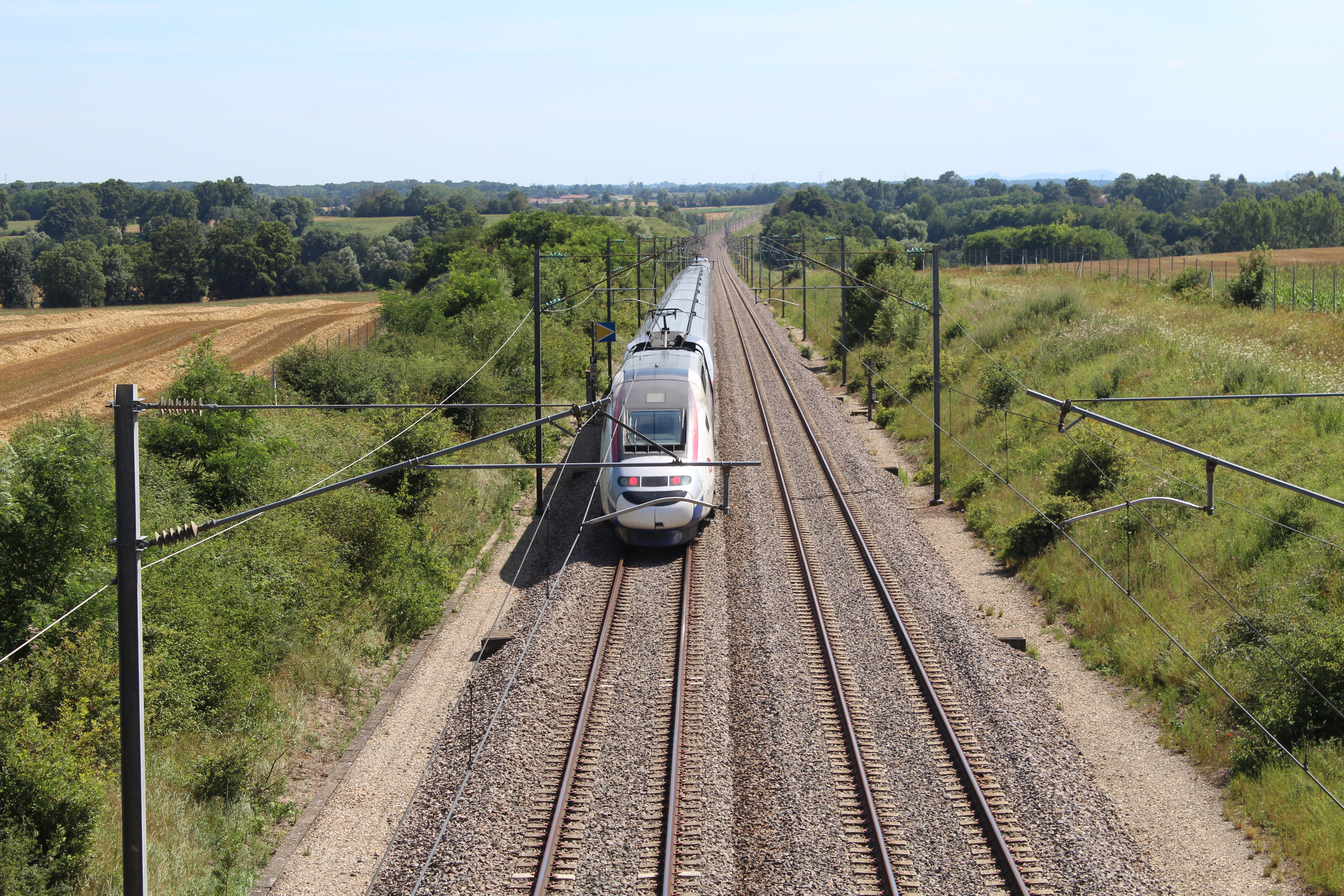
TGV sur la ligne LGV Sud-Est.

Une seule voie ferrée traverse la commune à l'est, la ligne à grande vitesse Paris - Lyon - Marseille relie Paris à Lyon et Marseille. La gare la plus proche reliée à la voie est la gare de Mâcon-Loché-TGV, au sud-ouest de Mâcon.
Cependant, la commune ne profite pas que de cette ligne ferroviaire. La ligne de Mâcon à Ambérieu, desservie par les TER de la région Rhône-Alpes s'arrête à une gare située à proximité : la gare de Pont-de-Veyle installée à Crottet. De plus, la ligne traditionnelle Paris - Marseille via Dijon passe à Mâcon. La gare de Mâcon-Ville, est desservie par des TER Dijon - Mâcon - Lyon et quelques TGV reliant le Nord-Est de la France à la Méditerranée.

#### Transport fluvial
La Saône, qui marque la frontière ouest du département de l'Ain, est navigable à grand gabarit européen depuis Verdun-sur-le-Doubs jusqu'à Lyon. Elle constitue un axe de transport fluvial important entre l'est et la Méditerranée. Mâcon possède un port fluvial et la Saône est aussi appréciée pour le tourisme fluvial.

#### Transport aérien
- La chambre de commerce et d'industrie de Saône-et-Loire gère un petit aéroport à Charnay, au sud-ouest de Mâcon.
- Les habitants de la commune doivent se rendre à l'aéroport de Lyon-Saint-Exupéry distant de 95 kilomètres ou bien à l'aéroport de Genève distant de 160 kilomètres pour effectuer des vols vers l'international.

## Urbanisme

### Typologie
Au 1er janvier 2024, Cruzilles-lès-Mépillat est catégorisée commune rurale à habitat dispersé, selon la nouvelle grille communale de densité à 7 niveaux définie par l'Insee en 2022.
Elle est située hors unité urbaine. Par ailleurs la commune fait partie de l'aire d'attraction de Mâcon, dont elle est une commune de la couronne,. Cette aire, qui regroupe 105 communes, est catégorisée dans les aires de 50 000 à moins de 200 000 habitants,.

### Occupation des sols
L'occupation des sols de la commune, telle qu'elle ressort de la base de données européenne d’occupation biophysique des sols Corine Land Cover (CLC), est marquée par l'importance des territoires agricoles (96,1 % en 2018), en diminution par rapport à 1990 (97,6 %). La répartition détaillée en 2018 est la suivante : 
terres arables (54,2 %), zones agricoles hétérogènes (38,2 %), zones urbanisées (3,9 %), prairies (3,7 %).
L'évolution de l’occupation des sols de la commune et de ses infrastructures peut être observée sur les différentes représentations cartographiques du territoire : la carte de Cassini (XVIIIe siècle), la carte d'état-major (1820-1866) et les cartes ou photos aériennes de l'IGN pour la période actuelle (1950 à aujourd'hui).

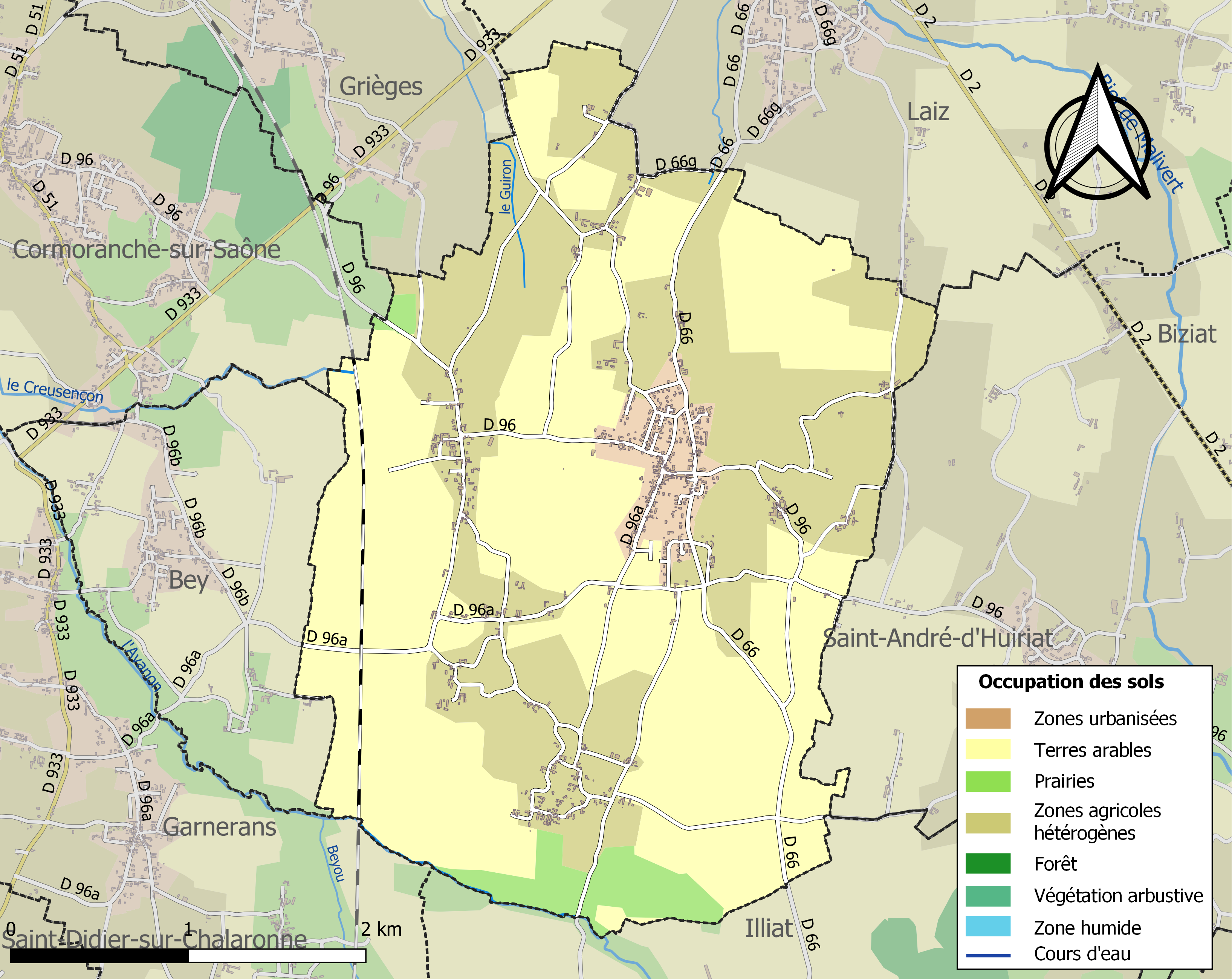
Carte des infrastructures et de l'occupation des sols de la commune en 2018 (CLC).

## Toponymie

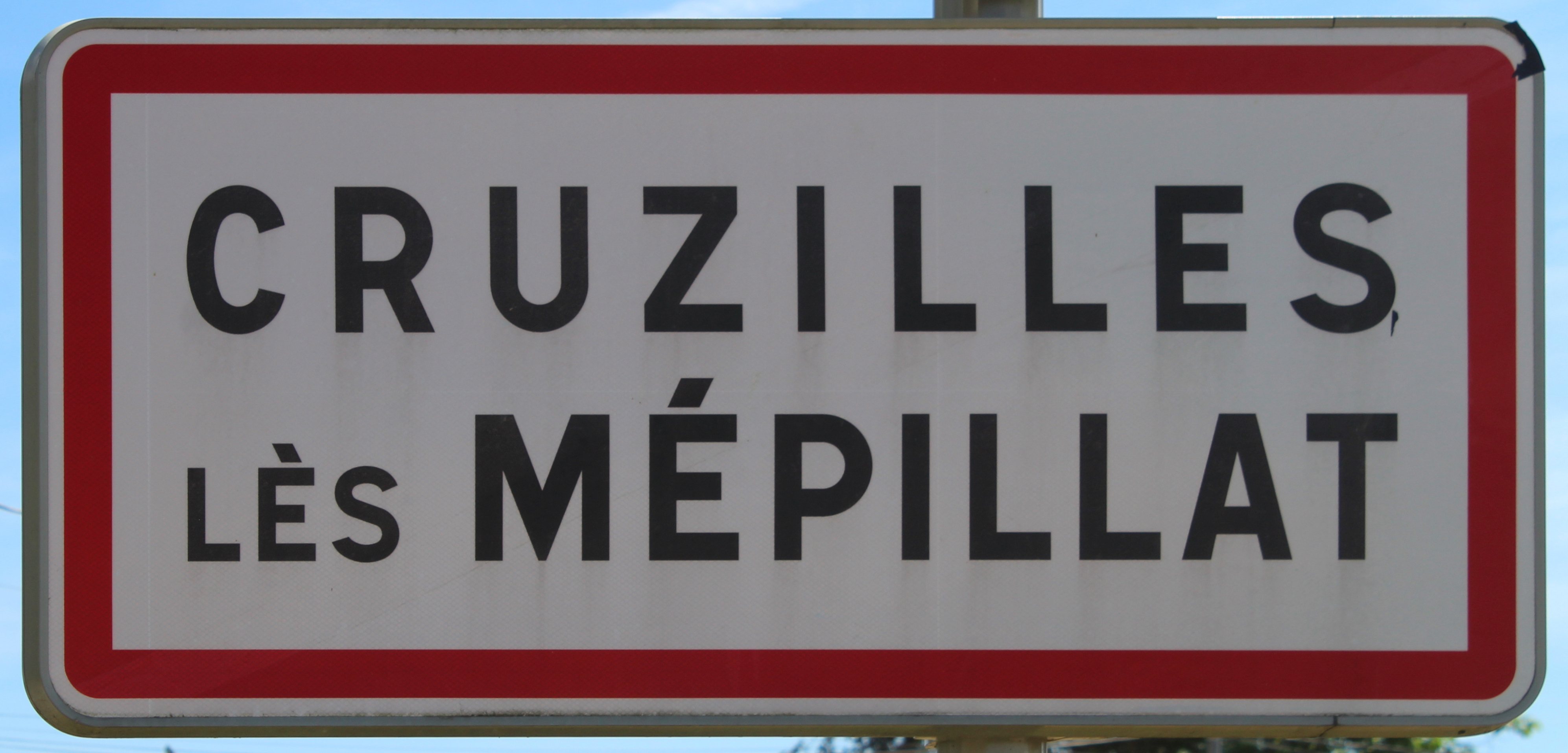
Panneau d'entrée du village.

### Attestations anciennes
La commune n'existant que depuis 1855, la commune porte depuis sa création le même nom. Néanmoins, les anciennes communes de Cruzilles et Mépillat ont porté différents noms au cours de leur existence.

#### Cruzilles
La première mention du village date de 968 sous le nom de Crusilias d'après le recueil des chartes de Cluny. Au milieu du XIIIe siècle, le pouillé de Lyon fait référence à la commune en utilisant Cruisilles alors qu'il utilise Crusilles au début du XIVe siècle.
Ensuite, d'après les archives de l'Ain, Crusilliez est utilisé autour de l'année 1443 alors c'est Crusillies qu'on utilise à la fin du siècle. C'est à partir de 1656 qu'on retrouve le nom actuel de Cruzilles. Or en 1743, Crozilles est mentionné par le pouillé de Lyon, Cruzille est utilisé en 1757 selon les archives de l'Ain. De 1801 à 1865, Cruzilles redevient le nom de la commune.

#### Mépillat
On trouve la première trace de Mépillat dès 938 dans le cartulaire de Saint-Vincent de Mâcon sous le nom de Mispiliaco. Dans les archives du Rhône, c'est Mespillie qu'on trouve en 1277. En 1265, Mispillia est référencé dans certains ouvrages alors que Mespillia ou Mepillia sont utilisés pour faire référence à Mépillat vers 1325. Au milieu de ce siècle, on retrouve Mespilleu et Mespillieu. Enfin, au terme du XIVe siècle, Mespillieu devient Mespilliacus selon les archives du Rhône.
Un siècle plus tard, Mespelliaz est référencé en 1492 dans les archives de l'Ain alors que Mespilla devient usuel en 1536. Le XVIIe siècle voit l'apparition du Mespilliat vers 1656 et le XVIIIe siècle voit l'apparition de Mespillat en 1757 selon les archives du département alors que les sources de Cassini mentionnent Mépilliat à la même période. En 1793, les archives montrent que Mépillat est le nom pour mentionner le village jusqu'en 1865.

### Origine du nom
Le nom du village est formé par le nom des deux communes qui sont à l'origine de la celle-ci : Cruzilles et Mépillat. Le cœur de la nouvelle commune étant à Cruzilles, le déterminant lès met en valeur la proximité des deux villages.
Cruzilles viendrait du vieux français croy qui lui vient du latin crucem signifiant croix ou gibet. Le lieu est alors un carrefour, un croisement de routes. Quant à Mépillat, ce nom tiendrait pour origine le nom d'un domaine gallo-romain.

## Histoire

Les deux communes avant 1865.

- Durant l'époque féodale, Cruzilles était une dépendance du comté de Pont-de-Veyle. Mépillat existait depuis le XIe siècle qui était possédée par des gentilshommes portant le même nom. Elle était sous la suzeraineté des sires de Bâgé.
- En 1601, après la fin de la guerre franco-savoyarde qui se termine par le traité de Lyon, Cruzilles et Mépillat appartiennent à la France avec l'acquisition de celle-ci de la Bresse, du Bugey, du Valromey et du pays de Gex. Elle est par la suite intégrée à la province bourguignonne.
- Entre 1790 et 1795, les deux villages deviennent des municipalités du canton de Pont-de-Veyle, et dépendaient du district de Châtillon-les-Dombes.
- Le 14 juin 1865, Cruzilles absorbe Mépillat et prend le nom de Cruzilles-lès-Mépillat[21].

## Politique et administration

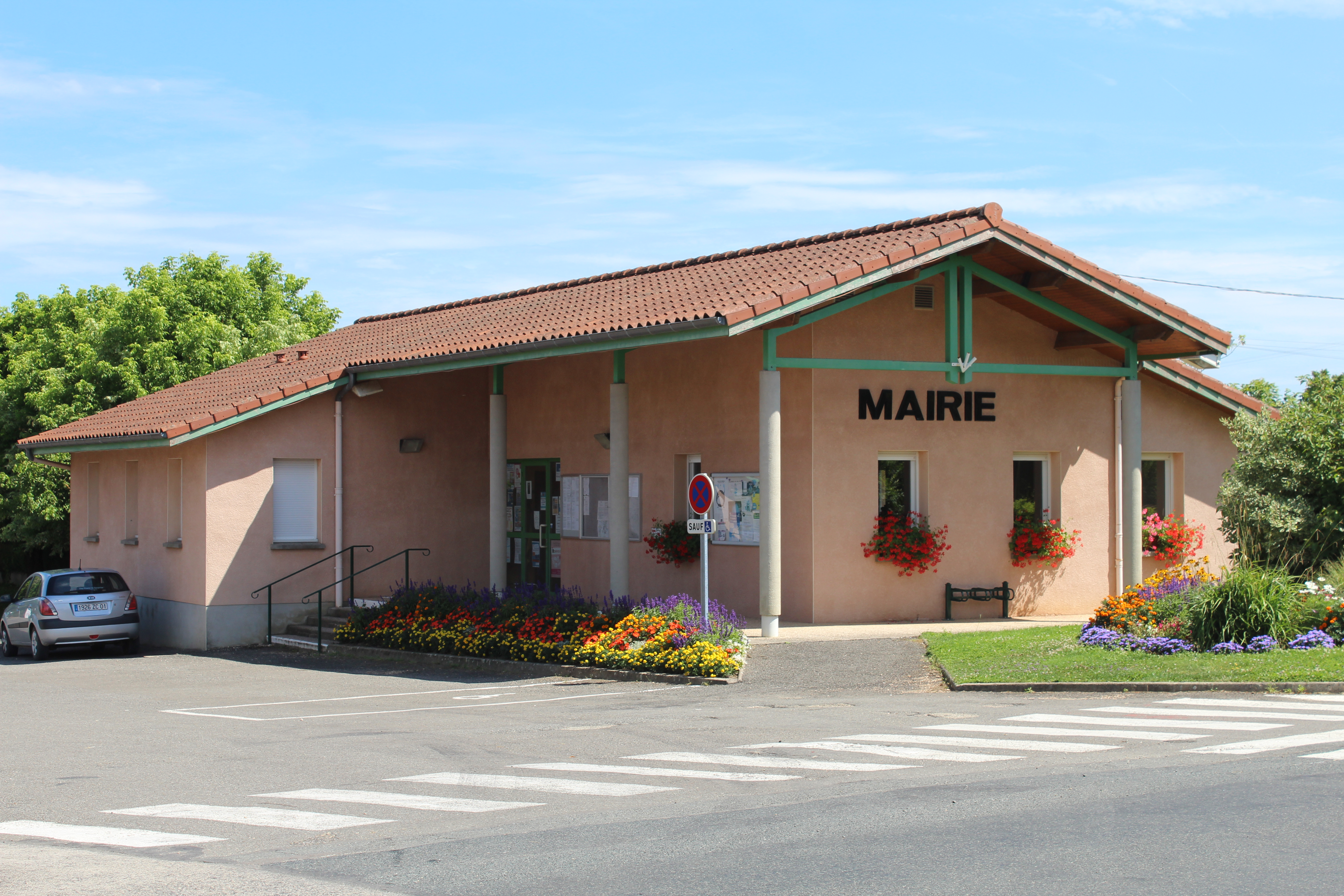
Mairie de la commune.

### Rattachements administratifs et électoraux
Durant l'Ancien Régime, Cruzilles et Mépillat étaient deux communautés du mandement de Pont-de-Veyle et du bailliage, de l'élection et de la subdélégation de Bourg.
Lors de la création des départements par la Révolution française, les deux communes sont intégrées au département de l'Ain et au district de Châtillon-les-Dombes. En 1800, après la suppression des districts, elles intègrent l'arrondissement de Bourg-en-Bresse mais restent dans le canton de Pont-de-Veyle. En mars 2015, à l'occasion des élections départementales, le décret du 13 février 2014 portant sur le redécoupage cantonal des cantons de l'Ain entre en vigueur. Ainsi, Cruzilles-lès-Mépillat ainsi que toutes celles du canton de Pont-de-Veyle sont intégrées au nouveau canton de Vonnas. Depuis au moins 1988, la commune fait partie de la quatrième circonscription de l'Ain pour l'élection des députés.
Du point de vue judiciaire, la commune relève du tribunal d'instance, du tribunal de grande instance, du tribunal pour enfants, du conseil de prud'hommes, du tribunal de commerce et du tribunal paritaire des baux ruraux de Bourg-en-Bresse. De plus, elle relève aussi de la cour d'assises de l'Ain, elle-même située à Bourg. Enfin, elle dépend de la cour d'appel, du tribunal administratif et de la cour administrative d'appel de Lyon.

### Administration municipale
Quinze membres forment le conseil municipal dont le maire et ses quatre adjoints. Ces membres sont répartis en 17 commissions : affaires scolaires, animation, appels d'offres et marchés publics, associations, comité communal d'action sociale (CCAS), comité de quartiers, communication, élections, environnement et cadre de vie, fleurissement, logement, pompiers, patrimoine et église, projets, urbanisme et voirie, assainissement et cimetière.

### Maires successifs
| Période                                  | Période  | Identité        | Étiquette | Qualité                                 |
| ---------------------------------------- | -------- | --------------- | --------- | --------------------------------------- |
| 1995                                     | 2020     | Christian Lay   | SE        | Ingénieur - réélu en 2001, 2008 et 2014 |
| 2020                                     | En cours | Dominique Boyer |           |                                         |
| Les données manquantes sont à compléter. |          |                 |           |                                         |

### Intercommunalité
Cruzilles appartenait jusqu'au 31 décembre 2016 à la communauté de communes du canton de Pont-de-Veyle qui avait été fondée le 23 novembre 1998 à la suite de la dissolution du SIVOM du canton de Pont-de-Veyle et du SIVU pour l'accueil des entreprises et d'activités économiques de Pont-de-Veyle et sa région. Depuis le 1er janvier 2017, la commune est intégrée à la nouvelle communauté de communes de la Veyle qui regroupe l'ancienne intercommunalité à celle des Bords de Veyle. Le siège est fixé à Pont-de-Veyle.
Toutefois, ce n'est pas la seule structure intercommunale dont fait partie la localité bressane. On peut mentionner le syndicat mixte Bresse Val de Saône créé en 1995 et regroupant 40 communes,. Son but est de négocier les procédures que proposent l'Union européenne, l'État ou la région Auvergne-Rhône-Alpes qui pourraient développer un territoire plus vaste que la simple communauté de communes.
La moitié du territoire communal faisant partie du bassin versant de la Veyle, Cruzilles-lès-Mépillat appartient au syndicat mixte Veyle Vivante dont le siège est situé dans le bâtiment de la gare de Mézériat. Le travail de cette organisation est de surveiller la qualité des eaux du bassin, de préserver les zones humides ou de remettre en état certains ouvrages.
Enfin, comme la totalité des communes du département de l'Ain, le village appartient au syndicat intercommunal d'énergie et de e-communication de l'Ain, organisation fondée le 11 mars 1950. Le syndicat est compétent dans la gestion des réseaux d'électrification, de gaz, de l'éclairage public, de la communication électronique. En plus de ces compétences, la structure accompagne les communes pour qu'elles puissent maîtriser leur consommation d'énergie, gère un système d'information géographique et a mis en place dans le département, par l'intermédiaire de sa régie Réso-Liain, un réseau de fibre optique pour avoir accès à Internet à très haut débit.

### Jumelages
| \| Localisation des villes jumelées avec Saint-Cyr-sur-Menthon. Straubenhardt Cruzilles-lès-Mépillat \| Localisation des communes jumelées. |
| Straubenhardt Cruzilles-lès-Mépillat |

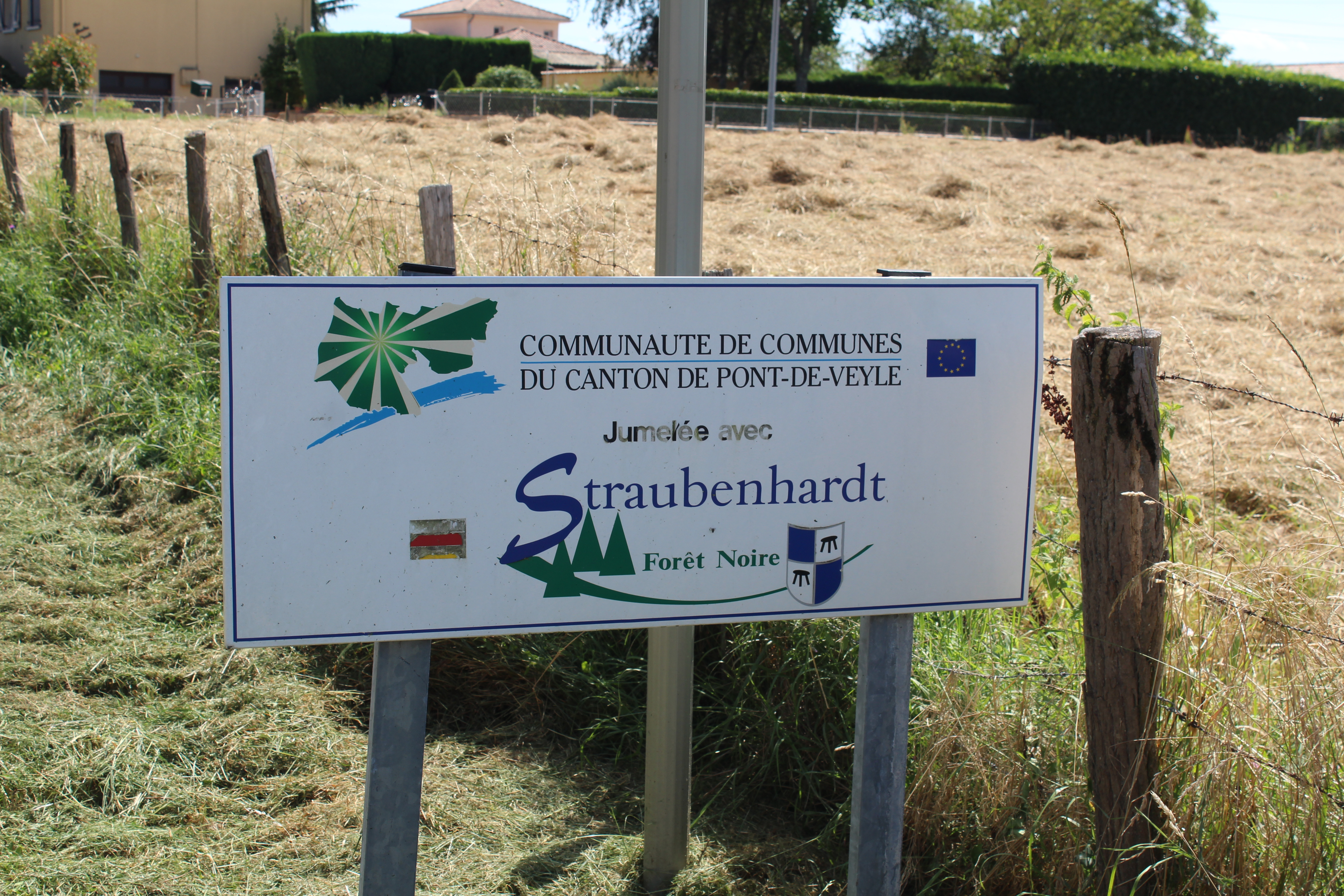
Panneau annonçant le jumelage avec Straubenhardt.

La communauté de communes du canton de Pont-de-Veyle dont la commune fait partie est jumelée avec la commune de Straubenhardt localisée dans le Bade-Wurtemberg en Allemagne à la porte nord de la Forêt-Noire entre Karlsruhe et Pforzheim. Commune composée de cinq villages que sont Conweiler, Feldrennach & Pfinzweiler, Langenalb, Ottenhausen et Schwann, Straubenhardt a commencé à lier des contacts avec le canton de Pont-de-Veyle dès 1995 grâce à Roger Herbet. Ce dernier, un bressan qui vivait dans la localité allemande, organisa une rencontre entre Christophe Greffet alors maire de Saint-Genis-sur-Menthon et Willy Rushman, bourgmestre de Straubenhardt. Est alors née une volonté de tisser de nouveaux liens entre les deux localités par le biais des collégiens qui commencèrent à créer des échanges dès 1996.

## Population et société

### Démographie
L'évolution du nombre d'habitants est connue à travers les recensements de la population effectués dans la commune depuis 1793. Pour les communes de moins de 10 000 habitants, une enquête de recensement portant sur toute la population est réalisée tous les cinq ans, les populations de référence des années intermédiaires étant quant à elles estimées par interpolation ou extrapolation. Pour la commune, le premier recensement exhaustif entrant dans le cadre du nouveau dispositif a été réalisé en 2004.

En 2022, la commune comptait 951 habitants, en évolution de +11,23 % par rapport à 2016 (Ain : +5,15 %, France hors Mayotte : +2,11 %).
| 1793 | 1800 | 1806 | 1821 | 1831 | 1836 | 1841 | 1846 | 1851 |
| ---- | ---- | ---- | ---- | ---- | ---- | ---- | ---- | ---- |
| 507  | 409  | 437  | 521  | 559  | 589  | 591  | 577  | 587  |

| 1856 | 1861 | 1866 | 1872 | 1876 | 1881 | 1886 | 1891 | 1896 |
| ---- | ---- | ---- | ---- | ---- | ---- | ---- | ---- | ---- |
| 592  | 593  | 830  | 800  | 800  | 780  | 786  | 795  | 771  |

| 1901 | 1906 | 1911 | 1921 | 1926 | 1931 | 1936 | 1946 | 1954 |
| ---- | ---- | ---- | ---- | ---- | ---- | ---- | ---- | ---- |
| 760  | 758  | 742  | 664  | 631  | 595  | 597  | 564  | 509  |

| 1962 | 1968 | 1975 | 1982 | 1990 | 1999 | 2004 | 2006 | 2009 |
| ---- | ---- | ---- | ---- | ---- | ---- | ---- | ---- | ---- |
| 513  | 515  | 477  | 500  | 580  | 651  | 743  | 768  | 806  |

| 2014 | 2019 | 2022 | - | - | - | - | - | - |
| ---- | ---- | ---- | - | - | - | - | - | - |
| 832  | 893  | 951  | - | - | - | - | - | - |

### Enseignement

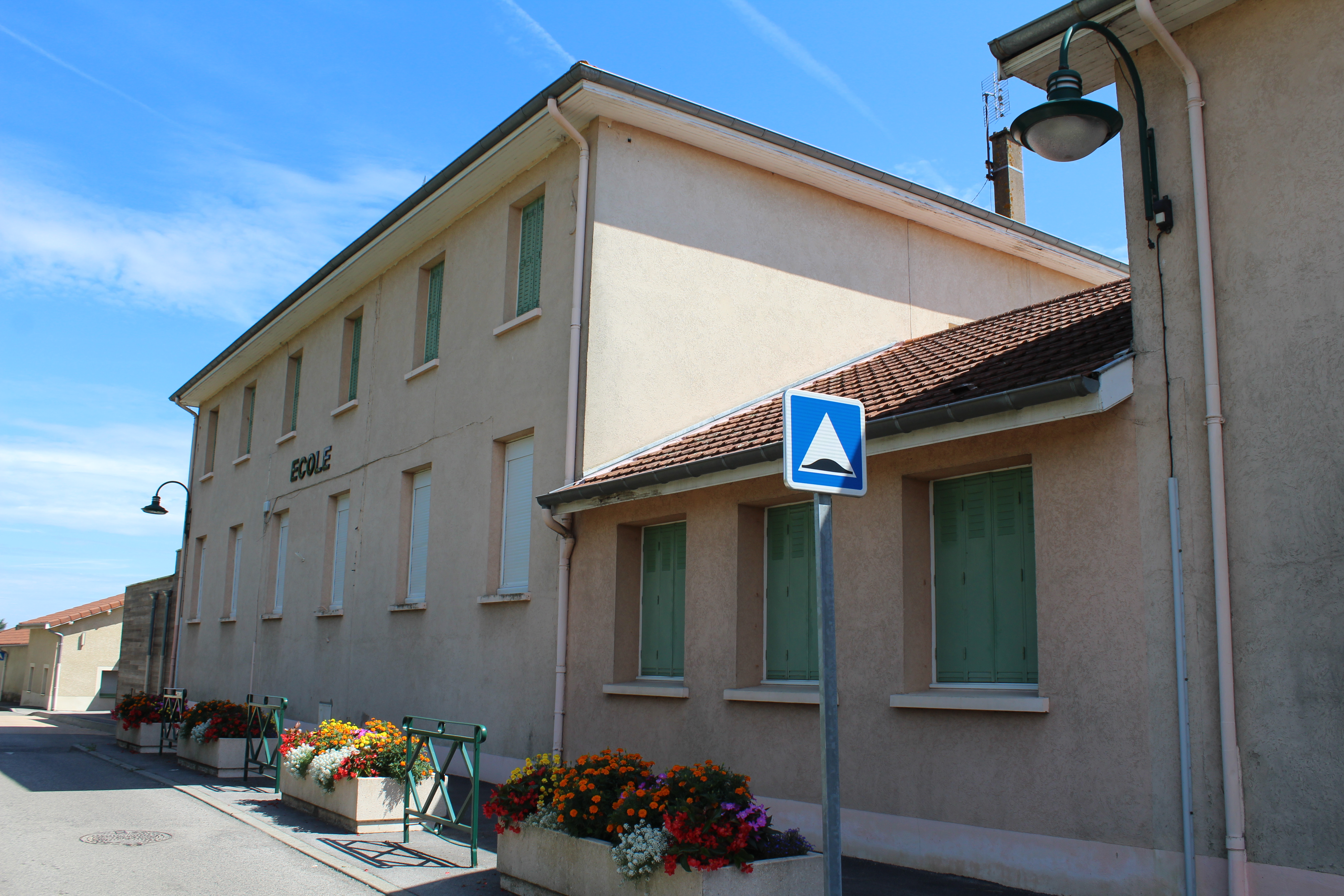
Bâtiment principal de l'école.

Avant 2013, l'école de Cruzilles formait un RPI avec celle de Saint-André-d'Huiriat. En septembre 2013, les deux écoles fusionnent et gardent les mêmes bâtiments dans les deux communes. Le site de Cruzilles accueille trois classes de la petite section au CE1.
Les élèves de cette école passant en 6e sont dirigés au collège George-Sand de Pont-de-Veyle. Enfin, le lycée de secteur de la commune est le lycée Lamartine, situé à Mâcon dans la région bourguignonne.

### Sports

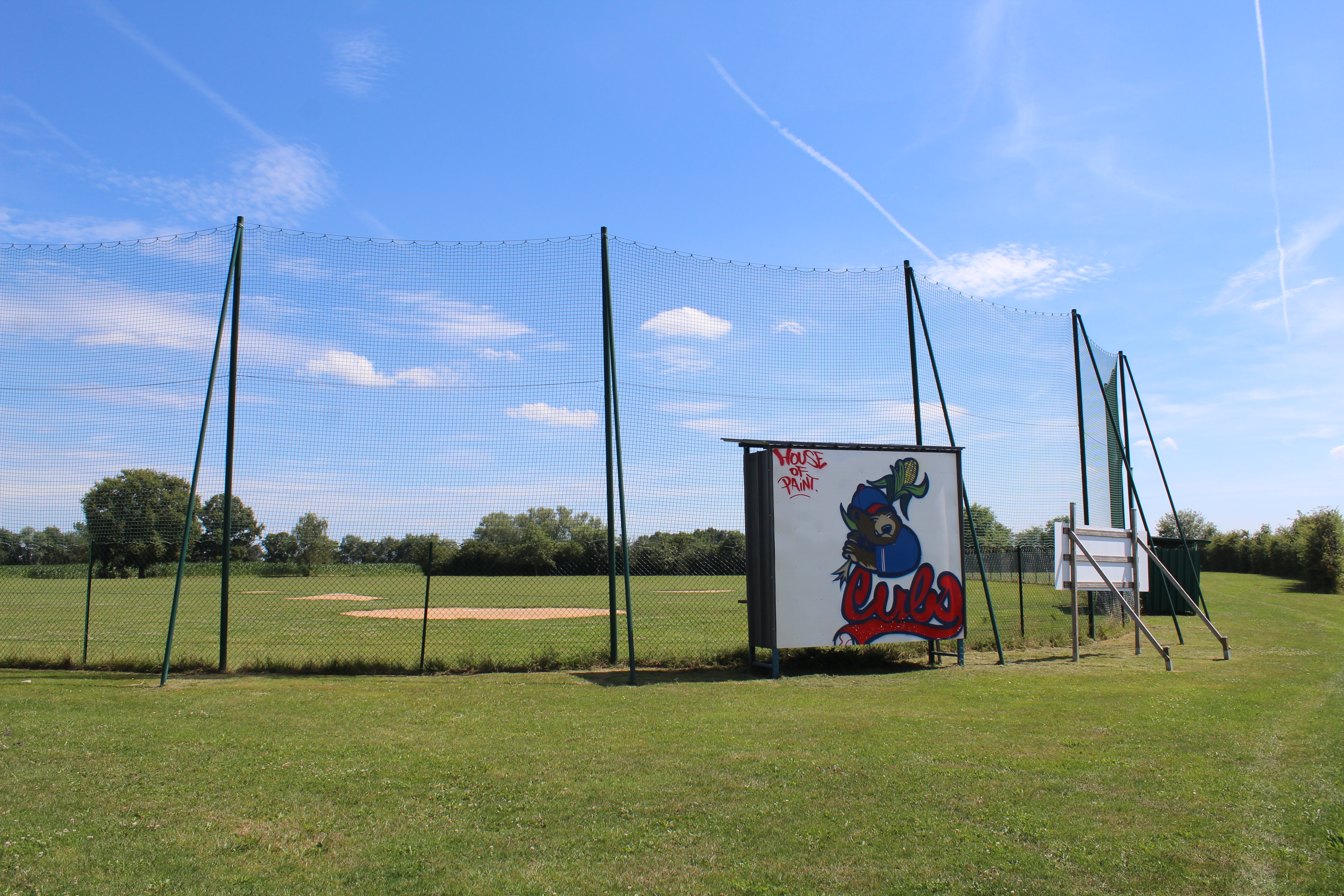
Two-Rock Field.

- Créé en 2004 à Mâcon, le club de baseball et de softball les Tworocks s'installent dans le village en 2006 et évolue aujourd'hui au Two-Rock Field. En 2009, il change de nom et devient la Cubs Academy est le seul club de baseball du département de l'Ain.
- L'US Cruzilles-lès-Mépillat regroupe deux sections. On trouve la section évasion gérant les activités VTT, ski, raquette et randonnée[36] et la section tennis proposant la pratique du tennis sur le court situé près de la salle polyvalente.
- Le Basket Club de la Veyle a son siège dans la commune et un terrain de basket à la salle polyvalente. Toutefois, le club reçoit ses adversaires à L'Escale, salle intercommunale située à Saint-Jean-sur-Veyle.
- L'association Passion Danse propose la pratique de la danse.

### Médias
- Le journal Le Progrès propose une édition locale aux communes de l'Ain. Il paraît du lundi au dimanche et traite des faits divers, des évènements sportifs et culturels au niveau local, national, et international.
- Le Journal de Saône-et-Loire est un quotidien proposant les actualités de Saône-et-Loire ainsi que celle de la rive gauche de la Saône.
- Le journal Voix de l'Ain est un hebdomadaire publié les vendredis qui propose des informations locales pour les différentes régions du département de l'Ain.
- La chaîne France 3 Rhône Alpes Auvergne est disponible dans la région.

### Numérique
La commune dispose du très haut débit avec la fibre optique grâce au réseau public de fibre optique LIAin régi par le syndicat intercommunal d'énergie et de e-communication de l'Ain.

## Culture et patrimoine

### Lieux et monuments
- L'église Saint-Denis date du XIXe siècle et mêle le style roman et gothique[37]. Elle fut construite entre 1871 et 1875 par l'architecte Pinchard à la suite du rattachement de la paroisse de Mépillat sous le Ier Empire à celle de Cruzilles ainsi qu'à la fusion des deux villages en 1865 qui fit augmenter le nombre de fidèles venant à l'ancienne église[38]. Deux scénarios furent engagés : soit l'église vétuste devait être agrandie, soit une nouvelle église devait être construite. La seconde fut adoptée en 1866, la nouvelle église fut construite sur l'emplacement de l'ancienne, détruite en 1870.
- En l'honneur des enfants de la commune tombés au combat, on trouve en face de l'église un monument aux morts.
- Au nord de Lagnat, le syndicat des Eaux Veyle-Chalaronne fit construire en 2013[39] un château d'eau d'une hauteur de 40 mètres et d'une capacité de stockage de 750 m3 d'eau.
- Près du hameau de Galian, on trouve un lavoir.
- À Boissey est érigé un pigeonnier.
- Quelques croix de chemins sont dispersées dans la commune.

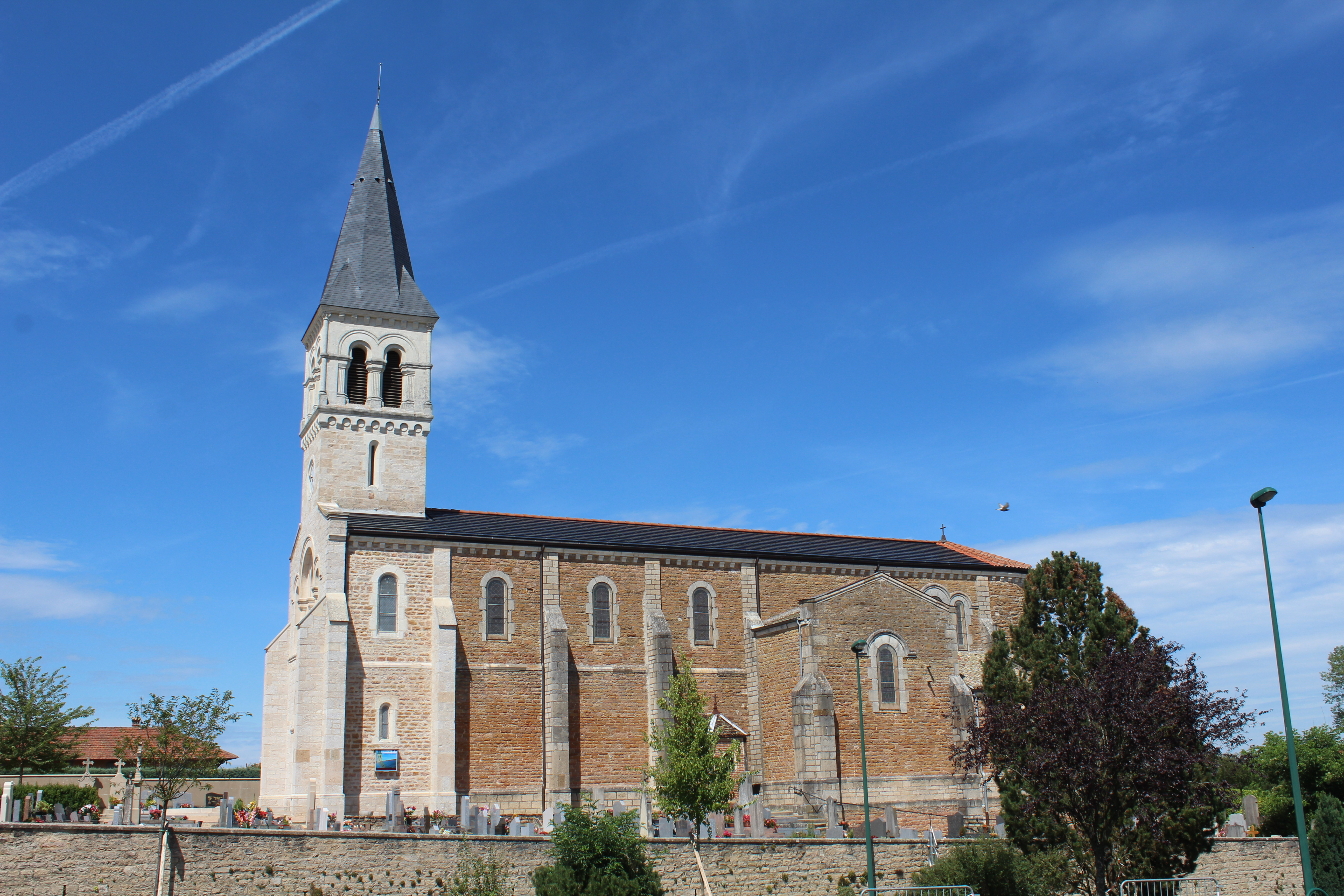
Église Saint-Denis.
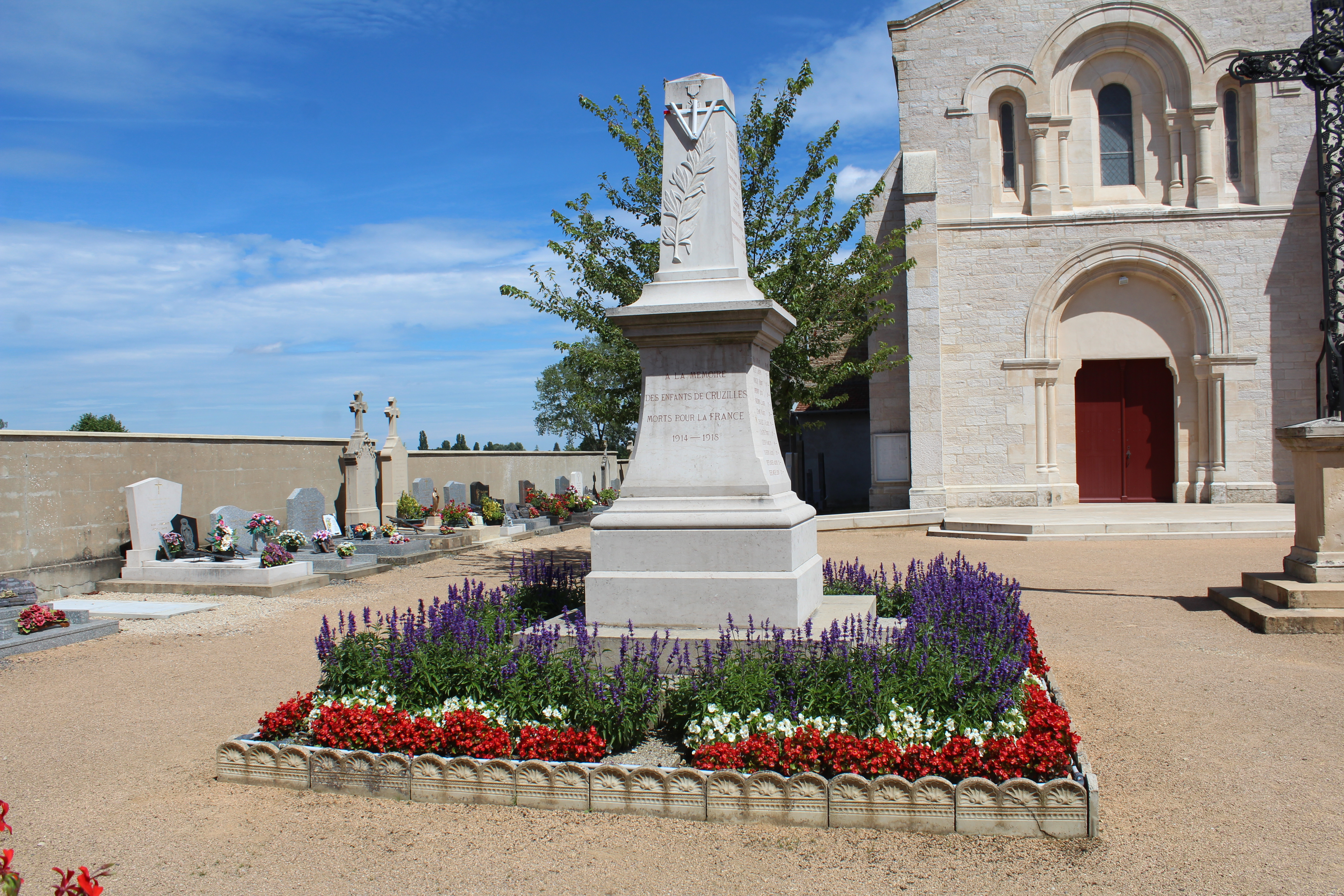
Monument aux morts.
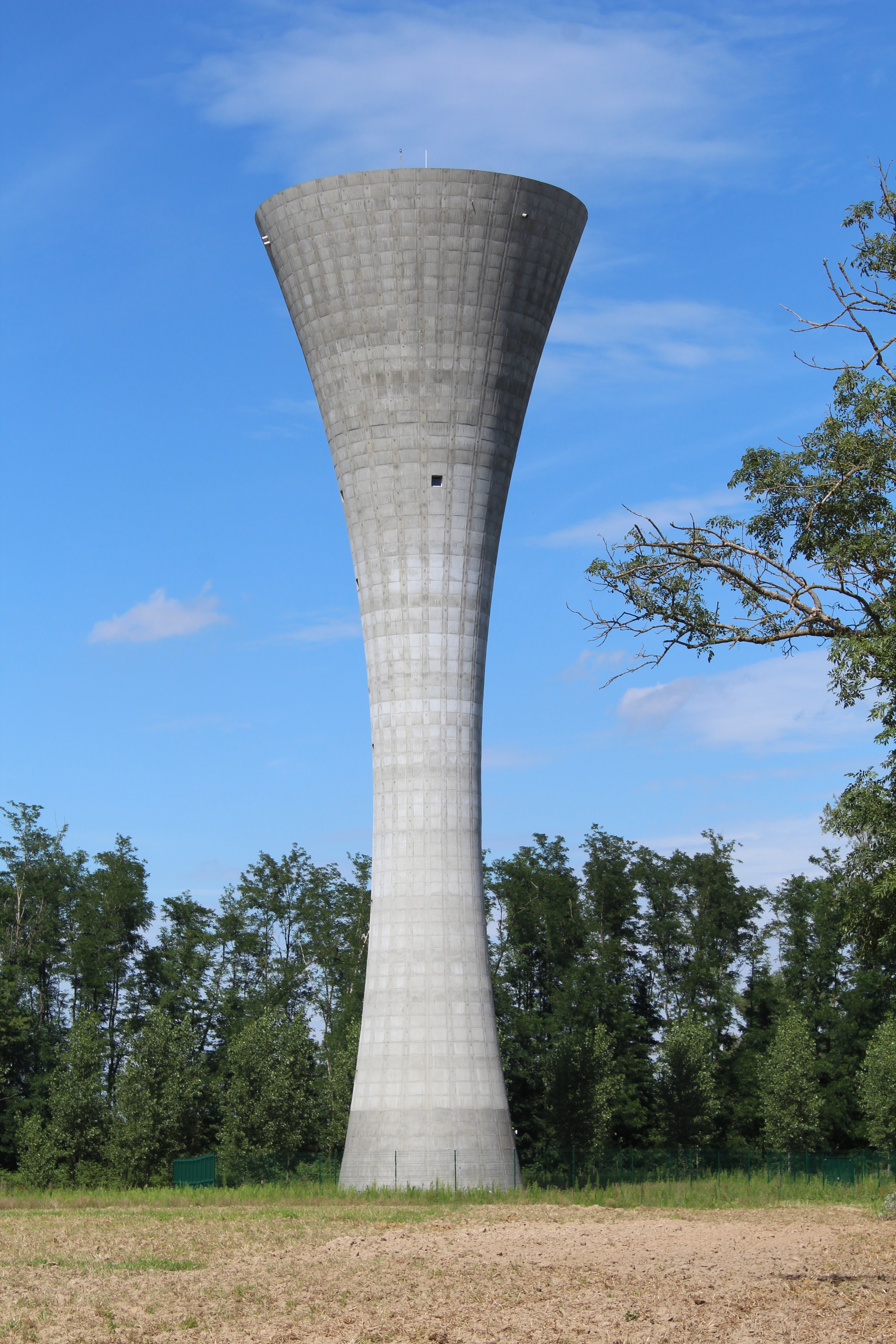
Château d'eau de Lagnat.
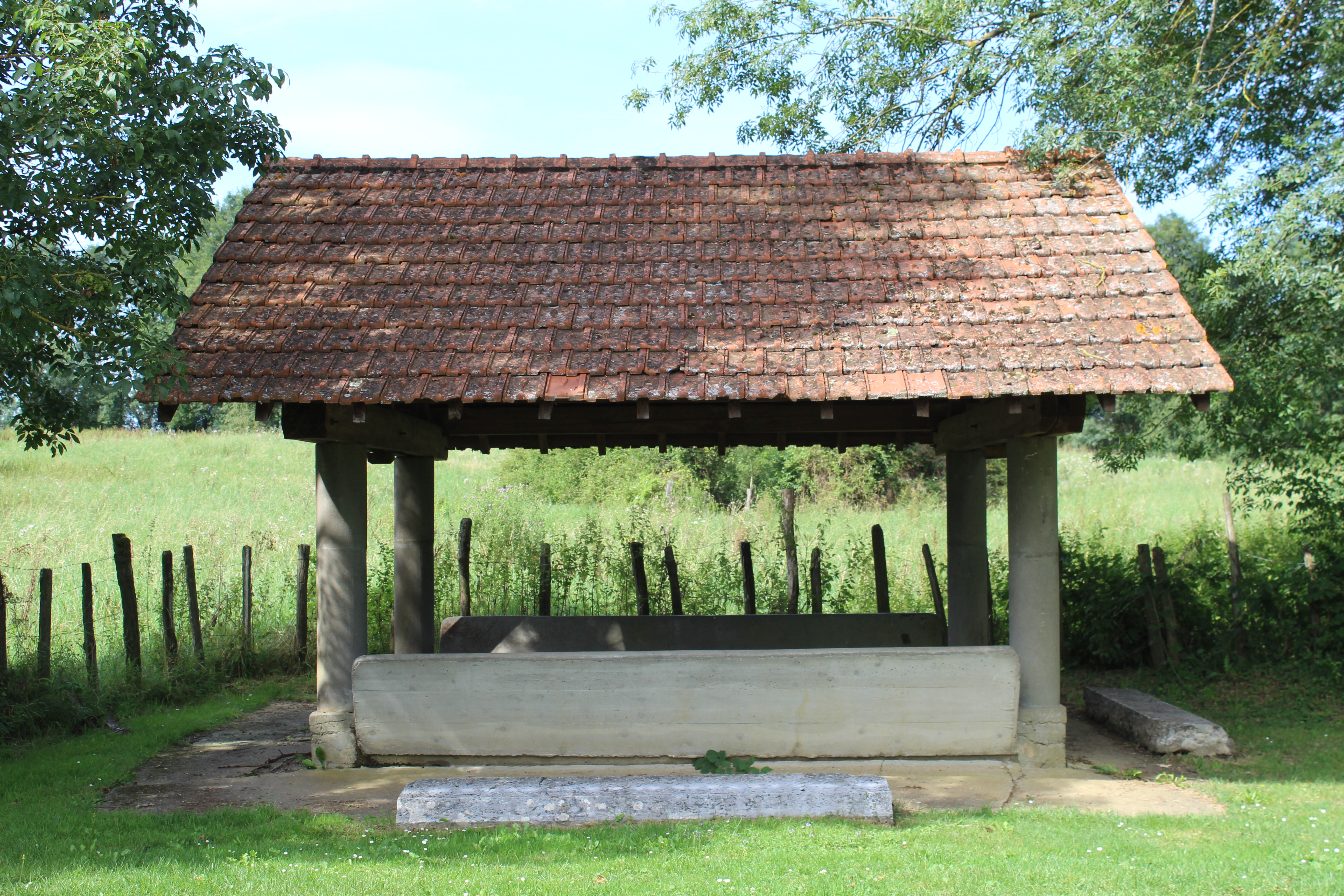
Lavoir de Gallian.
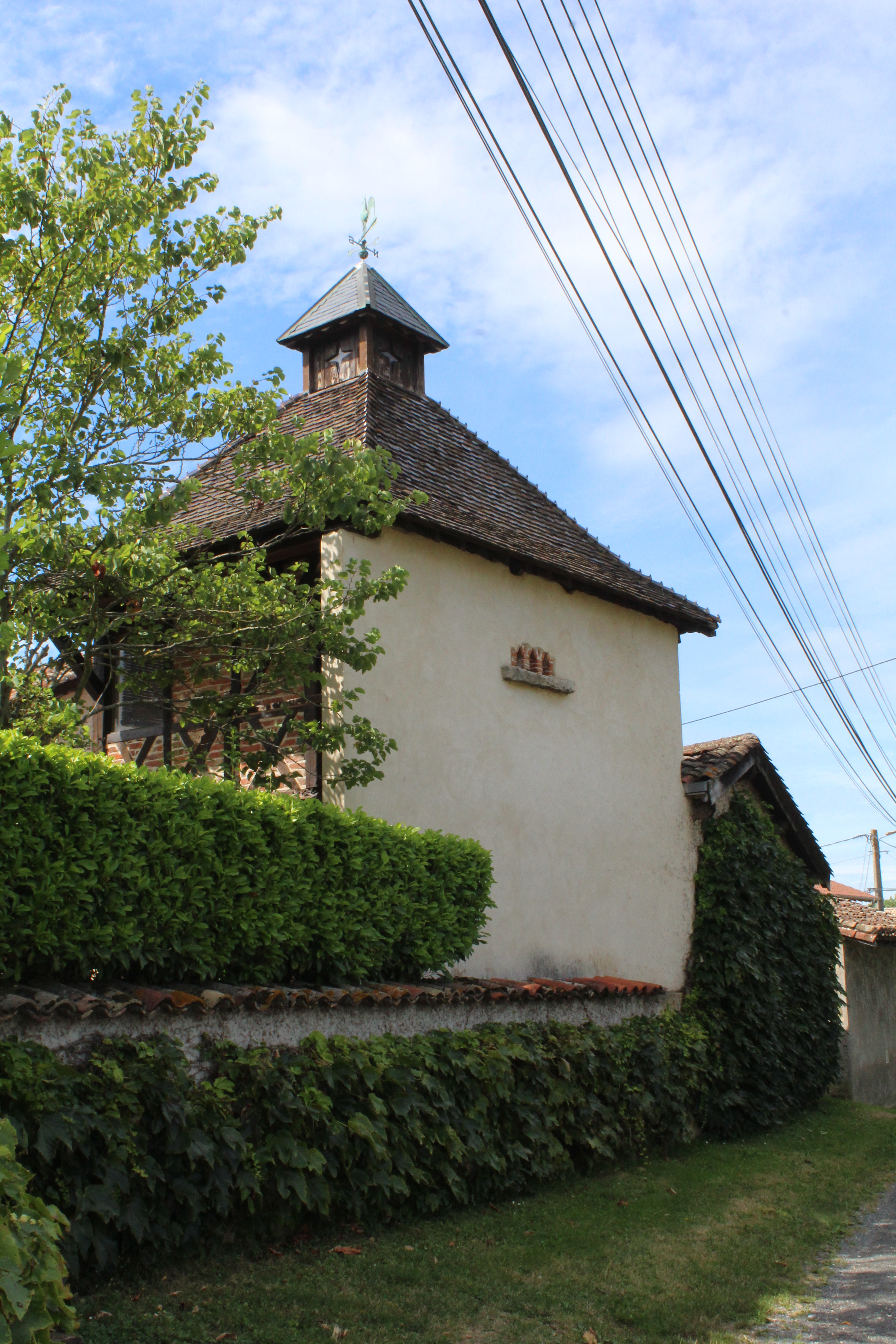
Pigeonnier de Boissey.

### Gastronomie
Les spécialités culinaires sont celles de la région bressane, c'est-à-dire la volaille de Bresse, les gaudes, la galette bressane, les gaufres bressanes, la fondue bressane.
La commune se situe dans l'aire géographique de l'AOC Crème et beurre de Bresse et de l'AOC Volailles de Bresse.
Elle a aussi l'autorisation de produire le vin IGP Coteaux de l'Ain (sous les trois couleurs, rouge, blanc et rosé).